# Вилчеле (Корбаска, Бакеу)
Вилчеле (рум. Vâlcele) — село у повіті Бакеу в Румунії. Входить до складу комуни Корбаска.
Село розташоване на відстані 222 км на північ від Бухареста, 33 км на південний схід від Бакеу, 100 км на південь від Ясс, 120 км на північний захід від Галаца, 137 км на північний схід від Брашова.

## Населення
За даними перепису населення 2002 року у селі проживали 630 осіб, усі — румуни. Усі жителі села рідною мовою назвали румунську.